# Анри Лоран
Анри Лоран (на френски: Henri Laurens, 18 февруари 1885 – 5 май 1954) е скулптор и илюстратор от Франция, представител на кубизма.

## Живот и творчество
Първоначално учи каменоделство от 1899 до 1905 година и се посвещава на орнаменталното каменоделство в строителството. През свободното си време Лоран изготвя пластики в стила на Огюст Роден (на френски: Auguste Rodin). През 1911 г. се присъединява към групата художници от Монпарнас и година по-късно е въведен в синтетичния кубизъм от своя доживотен приятел Жорж Брак. През 1913 г. за пръв път участва в изложбата "Salon des Indépendants" в Париж. 3 години по-късно се запознава с Амедео Модиляни и Пабло Пикасо, което води до създаването на натюрморти и глави, сглобени от оцветени метални и дървени плоскости, отчасти копиращи стила на африкански племенни маски. 
Между 1920 и 1930 г. създава, отнасяйки се към Пикасо, посткубистични произведения, които вече не конструира а моделира. От началото на 1930-те години скулптурите му губят кубистичния си облик и се забелязва влиянието на сюреализма. След морска ваканция през 1934 г. фокусът и темата на творбите му се изместват и все по-често създава сирени, русалки и музи. 
Сред основните му произведения от онзи период е завършената през 1952 г. скулптура „Амфионът“ (L'Amphion), която днес се намира пред университета в Каракас, Венецуела. Става дума за уголемена (440 см заедно с поставката) версия на статуя със същото име от 1937 г. Според старогръцки мит при строежа на крепостната стена в Тива тухлите се наредили сами, водени от звуците на лирата на Амфион. Този проект е според автора му опит да бъде постигнат синтез между музиката и архитектурата.
Чрез бронзовата статуя „Утрото“ (Le matin) от 1944 г. Лоран се захваща с темата за германската окупация на Франция и свързаното с това страдание. Мнозина негови близки и приятели са били принудени да напуснат Париж, някои от тях никога не се завръщат.
Анри Лоран умира през 1954 на възраст от 69 години в родния си град. Там е погребан на гробищата в Монпарнас. На гроба му е поставена неговата скулптура „Болката“ (La Douleur).